# Języki boreańskie

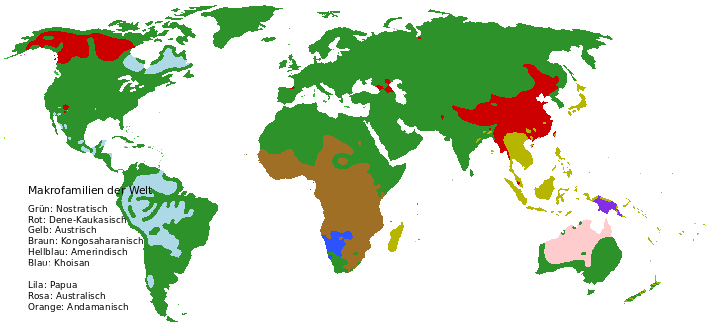
Języki boreańskie: kolor zielony – języki nostratyczne, czerwony – dene-kaukaskie, żółty – austryckie

Języki boreańskie (łac. haemisphera borealis – półkula północna) – hipotetyczna makrorodzina językowa, w skład której miałaby wchodzić większość języków Eurazji, Afryki Północnej oraz obu Ameryk. Do języków boreańskich zaliczałyby się takie makrorodziny jak: nostratyczna, dene-kaukaska, amerindiańska oraz austrycka. Teoria języków boreańskich została wprowadzona przez S. Starostina, który twierdził, że języki nostratyczne, dene-kaukaskie, oraz austryckie są bliżej spokrewnione ze sobą niż np. z językami bantu lub nilo-saharyjskimi. Hipotetyczny przodek języków boreańskich istniałby 15–20 tys. lat temu najprawdopodobniej gdzieś na terenie Eurazji.